# 釈灯歌
釈灯歌（しゃとうか）は、山際祥子（ボーカル）、高橋圭一（ギター・キーボード）、清水一雄（ギター）による日本のバンド。

## 概要
2016年11月結成。
ファーストライブは2016年11月10日GINZA Lounge ZEROにて。ファーストライブからいきなりお互いのポテンシャルの高さを感じ、3人のうち、誰かが死ぬまで続けて行こうと決意。
2017年1月13日、2nd Live。
その後、オリジナル曲制作に入る。youtube channelにてオリジナルやカヴァーを発表。衣装はメンバー全員着物（和服）を着用している。

## バンド名
パット・メセニーの自身名義3枚目のアルバム『ニュー・シャトークァ(New Chautauqua)』（ECMレコード、1979年）のChatauquaという響きをメンバーが気に入り、それに和の雰囲気を表す為に漢字を当てはめたもの。英語表記はすべて大文字の「CHATAUQUA」となる。

## メンバー
- 山際祥子（ボーカル）
松任谷由実、吉田拓郎、角松敏生、小泉今日子などのツアーにコーラスとして参加。1986年、ブラスロックバンド「TOPS」でビクターよりデビュー。1991年、TOPS解散後、音楽活動を諦めたが、2012年より再び歌い始める。
- 清水一雄（ギター）
- 高橋圭一（ギター.キーボード）

## 作品
1. 2017年4月27日、youtube channelにてオリジナル「永遠の笑顔」
2. 2017年4月29日、youtube channelにてカヴァー曲「The Scientist」
3. 2017年6月11日、youtube channelにてオリジナル「あなたの肩を噛む」
4. 2017年7月20日、youtube channelにてオリジナル「Tear Drops」
5. 2017年8月15日、youtube channelにてオリジナル「I'm not in loveの魔法」
6. 2017年10月1日、youtube channelにてオリジナル「光る虫」
7. 2017年11月23日、youtube channelにてカヴァー曲「Praying」[2]

## ライブ
| 形態                                   | 日程           | 会場                 |
| -------------------------------------- | -------------- | -------------------- |
| 単独ライブ                             | 2016年11月10日 | GINZA Lounge ZERO    |
| 単独ライブ                             | 2017年1月13日  | GINZA Lounge ZERO    |
| 単独ライブ                             | 2017年5月13日  | 自由が丘マルディグラ |
| 単独ライブ                             | 2017年7月21日  | 自由が丘マルディグラ |
| 「Kz One デモ演ライブ&トークイベント」 | 2017年9月24日  | 渋谷フーチーズ       |
| 単独ライブ                             | 2017年10月6日  | 自由が丘マルディグラ |
| 単独ライブ                             | 2017年10月28日 | 大和PAO              |
| 単独ライブ                             | 2017年12月15日 | 自由が丘マルディグラ |